# Hashirajima
L'isola Hashirajima, in giapponese 柱島, è un'isola posta sulla costa giapponese, alla posizione 34°01′N 132°25′E.
L'isola fa parte della prefettura di Yamaguchi. Durante la seconda guerra mondiale era usata come ancoraggio per la flotta, essendo distante circa 40 km dalla base navale di Kure.